# STUDIOSEVEN Recordings
STUDIOSEVEN Recordings是由日本新力音樂與東寶合資於2006年10月設立的唱片公司。